# John Langdon
John Langdon (Portsmouth, 26 de junho de 1741-Portsmouth, 18 de setembro de 1819) foi um dos primeiros políticos estadunidenses a representar o estado de Nova Hampshire no Senado dos Estados Unidos. Langdon já atuava no campo político mesmo antes da Declaração de Independência, tendo prestado grande apoio ao Congresso Continental. Após atuar por mais de uma década no Congresso dos Estados Unidos, Langdon foi eleito Governador de Nova Hampshire em 1785. Foi o primeiro Presidente pro tempore do Senado.